# Halldór Sigurdsson
Halldór Sigurdsson (5. maj 1935 i Seydisfjørdur, Island - 19. august 2005 i København) var en islandsk-dansk journalist.
Sigurdsson havde en dansk mor og kom som 10-årig til Danmark, hvor han 1955 afsluttede en handelsuddannelse i ØK og var derefter i en årrække udstationeret i Latinamerika. I 1975 blev han fastansat i Danmarks Radio og virkede dér i 40 år til sin pensionering i 2005 som 70-årig. Han fik et par måneder efter en hjerneblødning under en cykeltur og døde kort efter.
Som radiojournalist og skribent dækkede Sigurdsson især Latinamerika.
Han fik i 1991 DR's Kryger-prisen opkaldt efter Christian Kryger og i 1993 DR's Sprogpris.